# Seznam kardinálů jmenovaných Mikulášem V.
Papež Mikuláš V. jmenoval během svého pontifikátu ve třech konzistořích 8 nových kardinálů, včetně bývalého vzdoropapeže Felixe V. Také potvrdil 
tři jmenování učiněné vzdoropapežem a znovujmenoval dva kardinály původně jmenované legitimními papeži, ale později sesazené kvůli podporování schizmatu na Basilejském koncilu a vzdoropapeže Felixe V.

## 16. února 1448
- Antonio Cerdà i Lloscos, arcibiskup messinský – kardinál-kněz sv. Chrysogona

## 20. prosince 1448
Všichni noví kardinálové obdrželi titulární kostely 3. ledna 1449.
- Astorgio Agnensi, arcibiskup beneventský – kardinál-kněz sv. Eusébia
- Latino Orsini, arcibiskup tranijský – kardinál-kněz sv. Jana a Pavla, poté kardinál-biskup albanský, kardinál-biskup tuskulský
- Alain de Coëtivy, biskup avignonský – kardinál-kněz sv. Praxedy, poté kardinál-biskup palestrinský, kardinál biskup sabinský
- Jean Rolin, biskup autunský – kardinál-kněz sv. Štěpána v Monteceliu
- Filippo Calandrini, biskup boloňský – kardinál-kněz sv. Zuzany, poté kardinál-kněz sv. Vavřince v Lucině, kardinál-biskup albanský, kardinál-biskup portský a santarufinský
- Mikuláš Kusánský – kardinál-kněz sv. Petra v okovech

## 23. dubna 1449
- Amadeus Savojský, bývalý vzdoropapež Felix V. – kardinál-biskup sabinský

## Rehabilitace bývalých přívrženců Felixe V.

### 6. září 1447
- Zbigniew Oleśnicki (poprvé jmenován 18. prosince 1439 Evženem IV.), biskup krakovský, kardinál-kněz sabinský – obnoven jako kardinál kněz sv. Prisky

### 19. prosince 1449
- Louis Aleman (poprvé jmenován 24. května 1426 Martinem V.), kardinál-kněz sv. Cecílie, arcibiskup arleský
- Jean d'Arces, arcibiskup tarentaiský (jmenován vzodoropapežem Felixem V., kardinál-kněz sv. Stěpána v Monteceliu) – kardinál kněz sv. Nerea a Achilla
- Louis de La Palud, biskup ze St.-Jean-de-Maurienne (jmenován vzodoropapežem Felixem V., kardinál-kněz sv. Zuzany) – kardinál-kněz sv. Anastázie
- Guillaume-Hugues d'Estaing, arcijáhen metský (jmenován vzodoropapežem Felixem V., kardinál-kněz sv. Marcela) – kardinál-kněz sv. Sabiny